# Phantasy Star Portable 2
Phantasy Star Portable 2ファンタシースターポータブル2 (Fantashī Sutā Pōtaburu tū) est un jeu vidéo développé par Alfa System et édité par Sega. Il s’agit d’un action-RPG, sortit le 3 décembre 2009 au Japon sur PlayStation Portable. Il fait partie de la série Phantasy Star.
Le jeu fait suite au dernier épisode Universe de la série, Phantasy Star Universe: Ambition of the Illuminus.

## Trame

### Univers
Le jeu se déroule toujours dans le système de Gurhal, comme tous les épisodes de la série Universe, à savoir qu'il regroupe trois planètes : Parum, Neudaiz et Moatoob.
Cependant, les joueurs ne fouleront pas le pied de ces planètes directement. Ils resteront sur la nouvelle colonie spatiale Clad 6. Celle-ci appartient à une organisation privée nommée Little Wing. Les joueurs seront également membre de cette organisation et c'est depuis cette colonie spatiale qu'ils pourront partir en mission. Ces dernières se passant sur les planètes du système.
Little Wing est une organisation militaire privée créée par la compagnie mère Sky Clad. Jusqu'à maintenant, Sky Clad n'était qu'une société commerciale spécialisée dans l'hôtellerie et la vente de vêtements.
Little Wing a été créée dans un but d'expansion imprévu. Elle est vite devenue un sujet de désaccord au sein de la société-mère. Il semblerait qu'un des haut gradés de l'entreprise ait vivement insisté à sa création.
Celle-ci s'occupe de boulots de toutes sortes. On raconte même qu'ils accepteraient des missions considérées comme hors la loi. Leur taux de réussite de mission est très important. Ainsi, leur réputation ne cesse de progresser

### Histoire
L'histoire se passe 3 ans après l'épisode 3 de Phantasy Star Universe: Ambition of the Illuminus. Les Seed ont disparu de la surface du système, et la guerre a laissé des cicatrices profondes à chaque planète. Les gens du système de Gurhal ont épuisé toutes les ressources et un plan d'évacuation à travers un voyage dans le Subespace est en train de se mener.
Pendant ce temps, les choses s'agitent pour Emilia Percival, jeune fille amnésique qui se retrouve coincée dans un site de recherches à cause de son employeur.En allant plus profondément dans ce site, , elle découvre que même si les Seeds sont partis, des formes de vie semblables ont l'air de commencer à se reproduire un peu partout...

### Personnages principaux
Emilia Percival (エミリア・パーシバル)Doublée par : Chiwa Saitō
Humaine âgée de 16 ans, membre des Little Wing. Possède un aspect mystérieux, semble renoncer à son passé
Yoot Yun Yunkaath (ユート・ユン・ユンカース)Doublé par : Miyuki Sawashiro
Newman de 15 ans vivant sur Moatoob. Sa mauvaise éducation lui a laissé quelques séquelles
Kraz Müller (クラウチ・ミュラー)Doublé par : Keiji Fujiwara
Beast de 34 ans, responsable de la compagnie Little Wing et se doit de garder un œil sur Emilia. Il a participé à une activité criminelle dans le passé, mais a tourné la page depuis lors.
Lumia Waber (ルミア・ウェーバー)Doublé par : Ayako Kawasumi
Humaine de 17 ans, elle fait partie de la division de recherche chez les Guardians. Elle respecte son frère qui est devenu un héros pour tout le système de Gurhal, mais aujourd'hui elle supporte mal le poids que peut représenter son nom.
Tonnio Rhima (トニオ・リマ)Doublé par : Romi Baku
Pour un Humain, Tonnio a l'apparence d'un petit garçon. Mais en réalité, il est un Beast en pleine croissance. Tonnio a été élevé dans un orphelinat et a dirigé un gang de rue sur la planète Moatoob. Tonnio se met facilement en colère et arrive rarement à contrôler ses émotions.
Liina Rhima (リィナ・リマ)Doublée par : Ryōko Nagata
Liina a été élevée dans le même orphelinat que Tonnio. Elle s'est mariée avec ce dernier il y a 3 ans.
Chelsea (チェルシー)
Cast sans âge, Chelsea est l'assistante de Kraz sur Little Wing. Elle a la particularité de parler à moitié anglais/japonais et à moitié français, ce qui laisse voir des « Monsieur Boss », « Je ne sais pas....not sure... », « Ah yes, tout à fait » ou « La Petite Wing ». Elle travaillait dans l'armée avant de s'occuper de Little Wing et sait d'ailleurs très bien se servir de toute sorte de canon laser.

## Système de jeu
Le jeu reprend des éléments venant des épisodes précédents de la série Universe, mais apporte son lot de nouveauté :
- De nouvelles armes et autres objets divers.
- De nouveaux environnements, absents de tous les épisodes de la série Universe.
- Le personnage peut s'équiper d'un bouclier et effectuer un champ de protection[5].
- Le héros possède de nouveaux mouvements comme la roulade. Dans un certain mode de jeu, il peut aussi effectué des sauts.
- Les joueurs peuvent atteindre le level 200 (100 dans la version précédente de Phantasy Star Portable).
- Le mode Multijoueur peut aussi se faire En ligne[6]
- Les joueurs peuvent utiliser le même système de communication que les épisodes précédents dans leur version console de salon, à savoir l'accès à un clavier logiciel et de pouvoir discuter avec les autres joueurs en mode En ligne. Ils peuvent aussi utiliser des smileys.
- Les joueurs peuvent effectuer des émotions comme danser, rire, saluer, ...
- Un nouveau lieu de rencontre fait son apparition : La colonie Clad 6[5]
- Dans le mode Multijoueur, de nouveaux modes de jeu font leur apparition: Battle, Challenge et Extra.
- L'histoire est plus longue que dans le jeu précédent. Il y a notamment plus de texte et les voix seront plus présentes que dans les anciens opus[4]
- Les missions sont plus complexes.(nouvelles stratégies, nouveaux pièges, etc.). Le joueur doit par exemple faire une roulade par-dessus des barrières laser[4].
- Le système de titre à gagner en remportant des défis est de retour, reprenant le système de Phantasy Star Portable.
- La chambre du joueur peut être décorée à sa guise, reprenant le système de Phantasy Star Universe: Ambition of the Illuminus.
- Au total, le jeu propose pas moins de 2000 objets.
- Les joueurs peuvent conserver leur personnage de la version précédente, mais uniquement son apparence et son nom. Cela dit, cette apparence peut être retravaillée par la suite. Le reste sera réinitialisé[7].

### Description des combats
Le système reprend celui de Phantasy Star Universe: Ambition of the Illuminus, mais avec quelques nouveautés : 
- PP (Points de Photons) : Le système lié à la barre de PP a considérablement changé depuis PSU. Les PP sont attachés au personnage, alors qu'auparavant, ils l'étaient aux armes.
- Évasion Urgente : Le personnage pourra effectuer une roulade sur le sol pour éviter les attaques ennemis. Cela consommera des PP à chaque roulade
- Bouclier : Le bouclier est une nouvelle catégorie d'armes. Elle sera équipée en main gauche tout comme certaines armes à feu. Pour se protéger, il faudra appuyer sur la touche R. Impossible d'attaquer pendant son utilisation, car des PP sont consommés. Il est également possible d'attaquer l'ennemi avec le bouclier en activant une action à un moment précis. Cette action se nomme Just Guard. En cas de réussite, les PP consommés et les dégâts seront réduits à 0.
- Tirs chargés : Le tir chargé est une nouvelle fonctionnalité des armes à feu, permettant ainsi de faire des dégâts plus puissants aux ennemis. En contrepartie, ça usera beaucoup plus de PP, il serait donc préférable de ne pas trop l'utiliser. L'animation de tir sera aussi changée lors d'un tir chargé.

## Équipe de développement
- Producteur : Satoshi Sakai
- Directeur principal : Osamu Takashi Terada
- Réalisateur : Kimura Hiroya
- Développement par : Alfa System[8]